# Принцип наименьшего принуждения
При́нцип наименьшего принуждения, или при́нцип Га́усса, состоит в том, что в каждый момент времени истинное движение системы, находящейся под действием активных сил и подчиненной идеальным связям, отличается от всех кинематически возможных движений, совершающихся из той же начальной конфигурации и с теми же начальными скоростями, тем свойством, что для истинного движения мера отклонения от свободного движения, то есть принуждение, есть минимум.
Принцип наименьшего принуждения относится к числу дифференциальных вариационных принципов механики и предложен К. Ф. Гауссом в 1829 г. в работе «Об одном новом общем законе механики».  Принцип применим к механическим системам с идеальными связями и сформулирован Гауссом так: «движение системы материальных точек, связанных между собой произвольным образом и подверженных любым влияниям, в каждое мгновение происходит в наиболее совершенном, какое только возможно, согласии с тем движением, каким обладали бы эти точки, если бы все они стали свободными, т. е. происходит с наименьшим возможным принуждением, если в качестве меры принуждения, применённого в течение бесконечно малого мгновения, принять сумму произведений массы каждой точки на квадрат величины её отклонения от того положения, которое она заняла бы, если бы была свободной».
Формулировка принципа у Гаусса не отличалась достаточной определённостью. Для аналитического оформления данного принципа большое значение имела работа Г. Шеффлера (1820—1903) «О Гауссовом основном законе механики», опубликованная в 1858 г.  В ней Шеффлер переопределил принуждение как следующее (в современных обозначениях) выражение:
{\displaystyle Z\;=\;{\frac {1}{2}}\;{\overset {}{\overset {N}{\underset {i=1}{\sum }}}}\,m_{i}\left(\mathbf {w} _{i}-{\frac {\mathbf {F} _{i}}{m_{i}}}\right)^{2}}  ,
где  {\displaystyle N} — число точек, входящих в систему,  {\displaystyle m_{i}} — масса {\displaystyle i}-й точки, {\displaystyle \mathbf {F} _{i}} — равнодействующая приложенных к ней активных сил,  {\displaystyle \mathbf {w} _{i}} — ускорение данной точки (в действительности Шеффлер пользовался скалярной формой записи, причём множитель перед знаком суммы у него отсутствовал).  После этого математическим выражением принципа наименьшего принуждения стало наличие минимума у функции {\displaystyle Z}.

## Обоснование

Рис.1

Пусть точка механической системы с массой {\displaystyle m_{i}} в момент времени {\displaystyle t_{0}} находится в положении {\displaystyle M_{i}}. При свободном движении точка за очень малый промежуток {\displaystyle \tau } пройдёт расстояние  {\displaystyle {\overline {M_{i}A_{i}}}\,=\,\mathbf {v} _{i}\,\tau }  (рис.1), где  {\displaystyle \mathbf {v} _{i}} — скорость точки в момент времени {\displaystyle t_{0}}. Если же на точку будет действовать активная сила {\displaystyle \mathbf {F} _{i}}, точка под воздействием этой силы совершит перемещение {\displaystyle {\overline {M_{i}B_{i}}}}. Разложив в ряд по времени вектор перемещения, будем иметь:
{\displaystyle \mathbf {r} (t_{0}+\tau )\;=\;\mathbf {r} (t_{0})+{\overset {\cdot }{\mathbf {r} }}(t_{0})\,\tau +{\frac {1}{2}}\;{\overset {\cdot \cdot }{\mathbf {r} }}(t_{0})\,\tau ^{2}+...}
Но
{\displaystyle {\overset {\cdot }{\mathbf {r} }}(t_{0})\;=\;\mathbf {v} ,\;\;{\overset {\cdot \cdot }{\mathbf {r} }}(t_{0})\;=\;{\frac {\mathbf {F} _{i}}{m_{i}}}}
Поэтому это перемещение с точностью до малых третьего порядка будет равно:
{\displaystyle {\overline {M_{i}B_{i}}}\;=\;\mathbf {v} _{i}\,\tau +{\frac {1}{2}}\;{\frac {\mathbf {F} _{i}}{m_{i}}}\,\tau ^{2}}
Если же на точку наложить связи, то её перемещение по действием силы {\displaystyle \mathbf {F} _{i}} и при наличии связей будет с точностью до малых третьего порядка равно:
{\displaystyle {\overline {M_{i}C_{i}}}\;=\;\mathbf {v} _{i}\,\tau +{\frac {1}{2}}\;\mathbf {w} _{i}\,\tau ^{2}} ,
где {\displaystyle \mathbf {w} _{i}} — ускорение точки в её действительном движении.
Тогда отклонение точки от свободного движения будет представлено вектором {\displaystyle {\overline {B_{i}C_{i}}}}. Очевидно, что
{\displaystyle {\overline {B_{i}C_{i}}}\;=\;{\overline {M_{i}C_{i}}}-{\overline {M_{i}B_{i}}}\;=\;{\frac {1}{2}}\;\tau ^{2}\left(\mathbf {w} _{i}-{\frac {\mathbf {F} _{i}}{m_{i}}}\right)}
с точностью до малых третьего порядка.
За меру отклонения точки от свободного движения Гаусс принял величину, пропорциональную квадрату отклонения {\displaystyle {\overline {B_{i}C_{i}}}}, которую и назвал принуждением. Принуждение для точки с массой {\displaystyle m_{i}} имеет следующее выражение:
{\displaystyle Z_{i}\;=\;{\frac {1}{2}}\;m_{i}\left(\mathbf {w} _{i}-{\frac {\mathbf {F} _{i}}{m_{i}}}\right)^{2}}
Просуммировав принуждения для всех точек системы, получим:
{\displaystyle Z\;=\;{\frac {1}{2}}\;{\overset {}{\overset {N}{\underset {i=1}{\sum }}}}\,m_{i}\left(\mathbf {w} _{i}-{\frac {\mathbf {F} _{i}}{m_{i}}}\right)^{2}}
Из приведённого в начале статьи определения следует, что для ускорений в действительном движении 
{\displaystyle \delta \,Z\;=\;0}
причем вариация берётся только по ускорениям, а координаты и скорости полагаются неизменными. Вариацию такого рода называют гауссовой вариацией.

## Значение принципа Гаусса
Одним из первых высоко оценил значение принципа наименьшего принуждения Гаусса выдающийся русский математик и механик М. В. Остроградский, который придавал особенно большое значение подходу Гаусса к пониманию связей.  В своём мемуаре 1836 г. «О мгновенных перемещениях системы, подчинённой переменным условиям» Остроградский указывал такое следствие из принципа Гаусса: давление на связи со стороны точек системы в истинном движении системы должно быть минимальным по сравнению с другими кинематически осуществимыми движениями. В 1878 г. И. И. Рахманинов придал принципу Гаусса энергетическую трактовку, переформулировав его как принцип наименьшей потерянной работы. 
Французский математик Ж. Бертран охарактеризовал принцип Гаусса  как «красивую теорему, содержащую одновременно общие законы равновесия и движения и являющуюся, по-видимому, наиболее общим и изящным выражением, какое только им было придано». 
Принцип наименьшего принуждения обладает весьма большой общностью, так как применим к самым различным механическим системам: к консервативным и неконсервативным, к голономным и неголономным.  Поэтому, в частности, он часто используется в качестве исходного пункта при выводе уравнений движения неголономных систем. Вместе с тем принцип Гаусса используют и непосредственно — в задачах, связанных с компьютерным моделированием динамики систем твёрдых тел (в частности, манипуляционных роботов); при этом выполняется численная минимизация принуждения методами математического программирования.
Принцип Гаусса обобщён на случай освобождения системы от части связей, а также на случай систем, стеснённых неидеальными связями, и на случай сплошных сред.